# Camp Fire
Camp Fire var en stålskulptur af Ingvar Cronhammar. Skulpturen, der tilhørte Odense Bys Kunstfond, blev opstillet ved Odense Tekniske Skole i 1994 og var finansieret af bl.a. Albani og Odense Stålskibsværft. Den 4. maj 2017 blev skulpturen ved en fejl kørt til skrot uden ejerens eller Cronhammars tilladelse.